# Jüttendorf

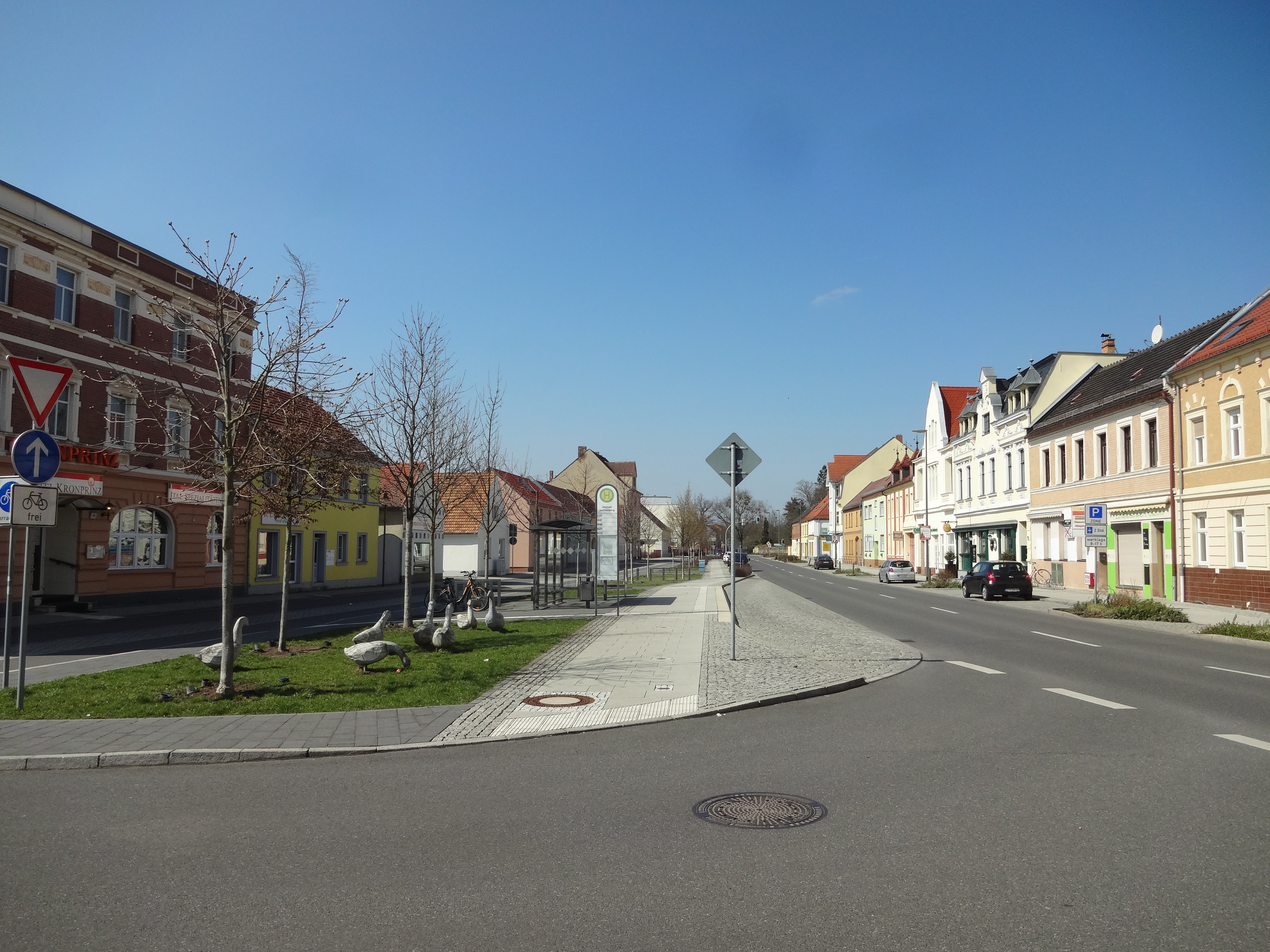
Jüttendorfer Anger

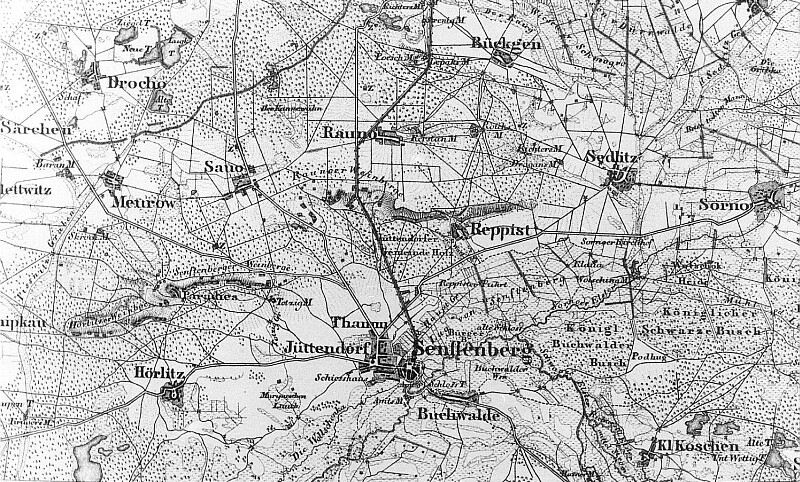
Topographische Karte (ca. 1850)

Jüttendorf (niedersorbisch Wjaska), Thamm (Gat) und Neusorge (Nowe Městko) sind ehemalige Vororte Senftenbergs, die zu Beginn der 1920er Jahre nach Senftenberg eingemeindet wurden. Die Orte liegen in der Niederlausitz im Süden des heutigen Bundeslands Brandenburg.

## Namensentwicklung
Der Name Jüttendorf stammt vom Wort Kuten oder Keuten ab. Dies war ein anderes Wort für nasse Löcher. Daraus entwickelte sich Kutendorf, das später zu Jüttendorf wurde. Dies beschreibt die naturräumlichen Gegebenheiten, da der Ort in sumpfigem Gelände mit nassen Löchern angelegt wurde.
Der Name der Gemeinde Thamm ist eine Verkürzung von Auf’m Thamm oder Auf dem Damm, da sie auf einem Damm vor der Stadt angelegt wurde. Auf dem Siegel des Ortes war auch ein Damm dargestellt. Eine andere Bezeichnung für Thamm war Sorge, was so viel bedeutet wie eingefriedetes Land. Daher leitet sich auch der Name von Neusorge ab.

## Jüttendorf

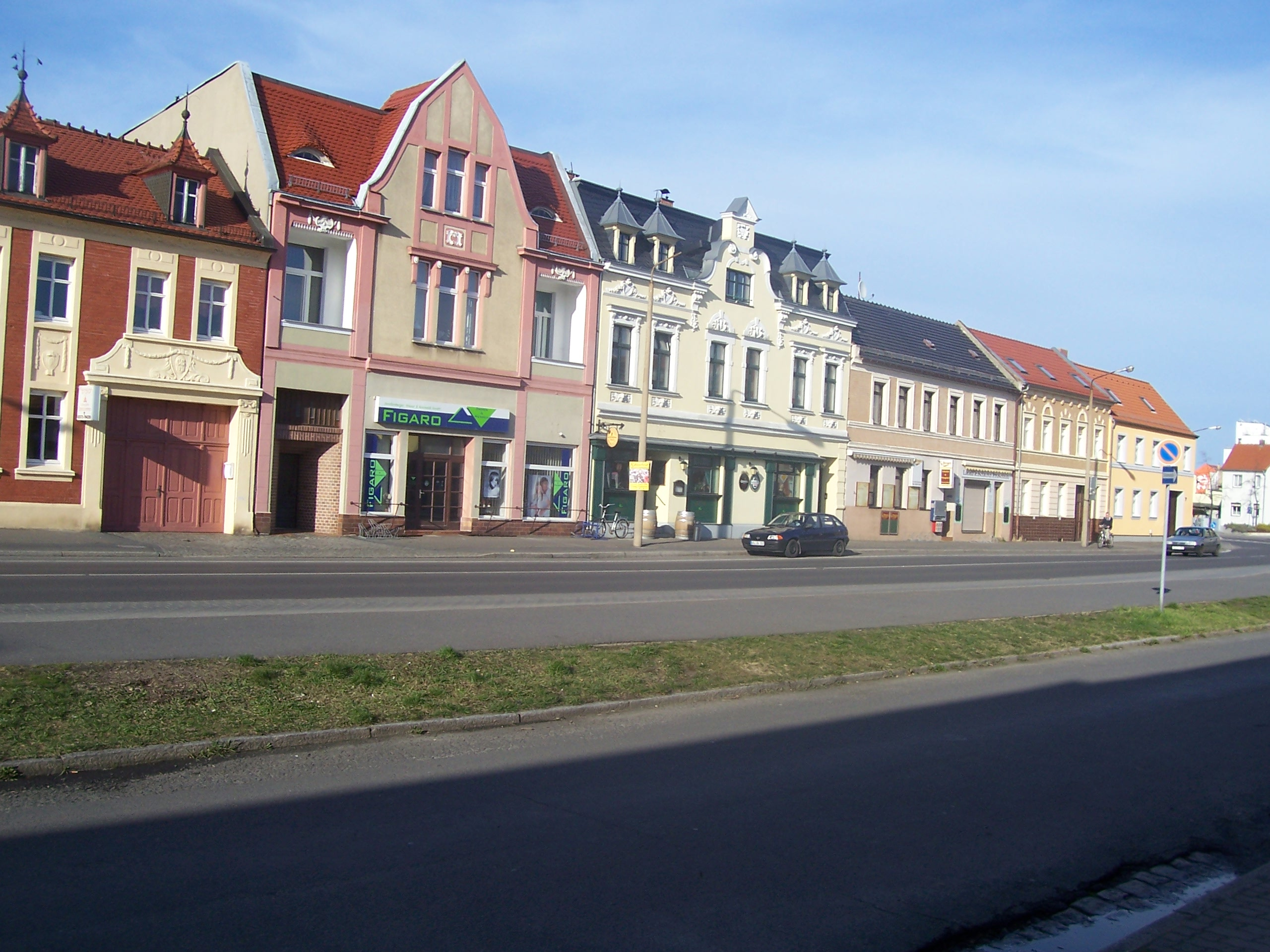
Jüttendorf – Blick auf den alten Dorfanger, die heutige Ernst-Thälmann-Straße

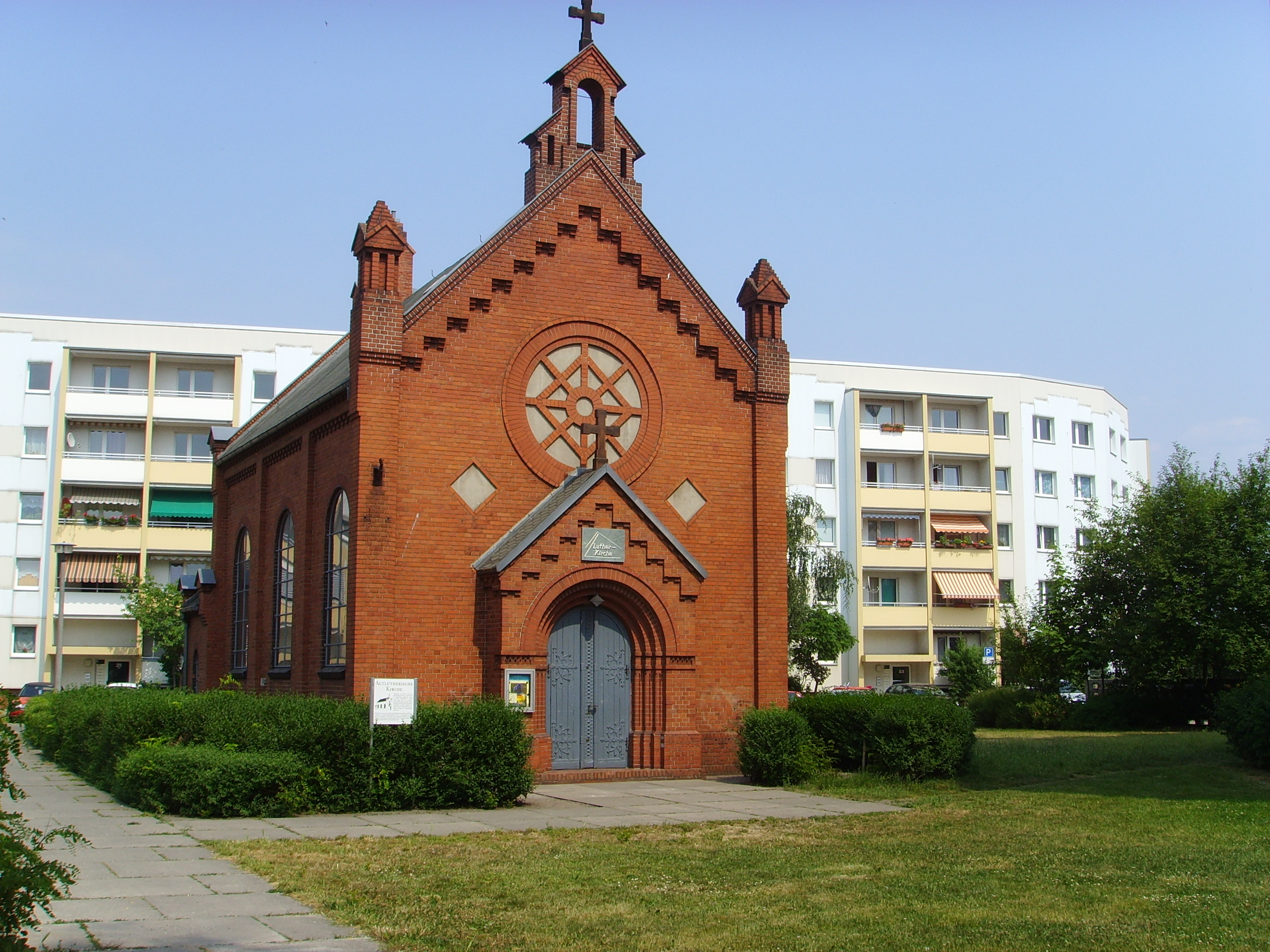
Lutherkirche der SELK

Jüttendorf war ein Amtsdorf der Stadt Senftenberg mit überwiegend sorbischer Bevölkerung. Im Jahr 1410 wurde es erstmals urkundlich erwähnt. Es lag westlich von Senftenberg vor dem Kreuztor. Der ehemalige Dorfanger ist heute der Jüttendorfer Anger. Die Bewohner waren Halbhüfner, Viertelhüfner und Dreiviertelhüfner, Gärtner und Häusler. In Jüttendorf hatten die Töpfer der Stadt ihre Brennöfen, da diese Feuergefahr außerhalb der Stadt liegen sollte. Der Senftenberger Scharfrichter lebte in Jüttendorf. 1438 verkaufte Nickel von Polenz, der Landvogt der Niederlausitz, den Bach Okonitza (heute bekannt als Wolschinka oder Erlenbach) an die Stadt Senftenberg und die Einwohner Jüttendorfs. Während des Dreißigjährigen Krieges wurden Jüttendorf und Thamm im Jahr 1642 auf Befehl des kaiserlichen Generals Hatzfeldt angezündet.
Die Einwohner Jüttendorfs mussten in der Winterzeit Küchenholz hauen und ins Amt fahren, als weiteren Dienst mussten die Gärtner den Schlosshof zweimal jährlich kehren. Gemeinsam mit den Einwohnern von Sedlitz waren die Jüttendorfer zu Arbeiten beim Bierbrauen verpflichtet, acht Jüttendorfer Gärtner mussten die erste Pfanne füllen, drei Sedlitzer Gärtner waren zu anderen Handreichungen verpflichtet. Außerdem mussten die Jüttendorfer am Schlosstor Tagwache halten und mit auf die Schweine-, Wolfs- und Hasenjagd gehen. Gemeinsam mit den Einwohnern von Buchwalde mussten sie die Weinberge des Amtes bestellen. Auf den Weinbau den die Bewohner Jüttendorfs betrieben, weist auch das Siegel des Amtsdorfs hin. Es zeigt eine Weintraube, eine Sichel und einen kleinen Stern. In Jüttendorf unweit des alten Friedhofs steht eine kleine Backsteinkirche, die Lutherkirche, die 1900 als altlutherische Kirche eingeweiht wurde. Sie wird heute durch die Selbständige Evangelisch-Lutherische Kirche genutzt. Als diese Kirche gebaut wurde, stand sie auf einem freien Feld, heute ist sie von Plattenbauten umgeben. Jüttendorf wurde 1. April 1923 nach Senftenberg eingemeindet.
Jüttendorf war durch eine kleine Gasse vom Vorort Thamm getrennt.

## Thamm und Neusorge
Der Amtshauptmann des Amts Senftenberg, Hans von Dehn-Rothfelser, siedelte 1550 die Bewohner des Vorwerks hier an, da das alte Vorwerk durch die Anstauung des Schlossteichs für die neugebaute Amtsmühle aufgegeben werden musste. Die Bewohner waren Häusler. Die Einwohner von Thamm mussten die Zinshühner brühen und säubern sowie die Würze vom Nachbier aufs Schloss tragen. Durch Thamm führte die Röhrfahrt von Sauo kommend, die den Brunnen in Senftenberg mit Wasser versorgte. Vom heutigen Stadtgebiet aus betrachtet lag der Ort zwischen August-Bebel-Straße und Felix-Spiro-Straße.
Westlich der heutigen August-Bebel-Straße befand sich Neusorge, eine Kolonie Jüttendorfs. Um 1920 wurde Neusorge und am 1. Oktober 1920 Thamm nach Senftenberg eingemeindet.

## Alter Friedhof

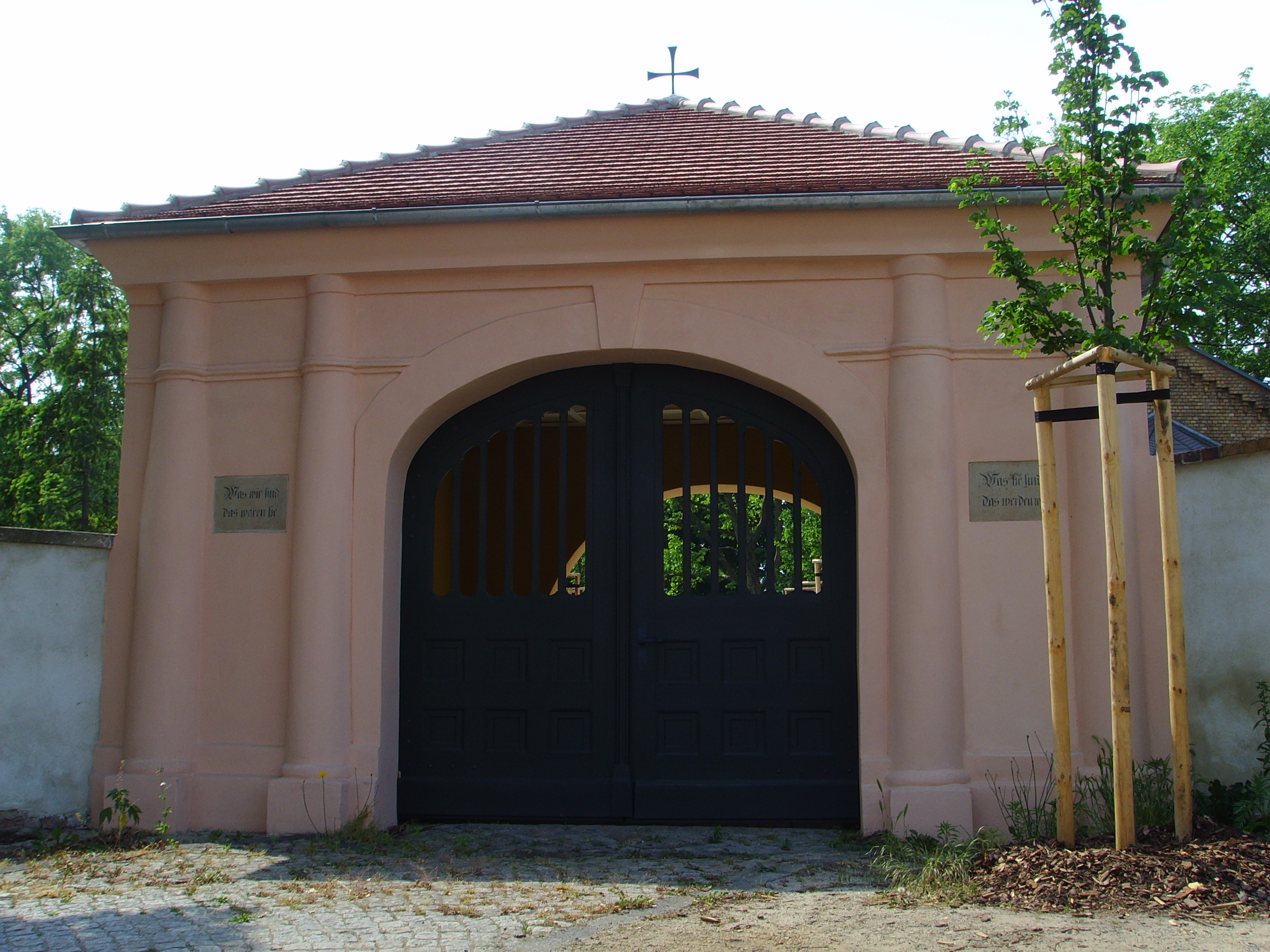
Eingang Alter Friedhof

An der Grenze von Jüttendorf und Neusorge wurde 1540 der Friedhof (heute bekannt als Alter Friedhof) angelegt, die Kapelle „Zum Heiligen Kreuz“ stand hier. Von ihr leiten sich die Namen der Kreuzstraße und des Kreuztores in Senftenberg ab. Die Kapelle wurde 1446 von Nickel von Polenz gestiftet. Beim Brand von Jüttendorf und Thamm während des Dreißigjährigen Krieges wurde auch die Kapelle zerstört. Von 1684 bis 1686 wurde sie wieder aufgebaut. Wegen Baufälligkeit wurde diese Kapelle abgetragen und 1876 durch eine schlichte Backsteinkapelle ersetzt. Die Eingangshalle des alten Friedhofs wurde 1827 erbaut. Links und rechts des Portals befinden sich zwei Inschriften. Sie lauten: „Was wir sind, das waren sie“ und „Was sie sind, das werden wir“. Die Eingangshalle wurde 2008 rekonstruiert. In der Friedhofsmauer ist ein Steinkreuz, ein sogenanntes Sühnekreuz, eingemauert.
Der Friedhof wurde 2007/2008 in eine Parkanlage umgewandelt.